# Spiritual Healing (Death-album)
A Spiritual Healing az amerikai Death együttes harmadik nagylemeze, amely 1990-ben jelent meg.

## Az album dalai
1. "Living Monstrosity" (Chuck Schuldiner) – 5:08
2. "Altering the Future" (Schuldiner, Terry Butler) – 5:34
3. "Defensive Personalities" (Schuldiner, Butler) – 4:45
4. "Within the Mind" (Schuldiner, James Murphy) – 5:34
5. "Spiritual Healing" (Schuldiner) – 7:44
6. "Low Life" (Schuldiner, Murphy, Butler) – 5:23
7. "Genetic Reconstruction" (Schuldiner, Murphy, Butler) – 4:52
8. "Killing Spree" (Schuldiner, Murphy) – 4:16

## Közreműködők
- Chuck Schuldiner - gitár, ének
- James Murphy - gitár
- Terry Butler - basszusgitár
- Bill Andrews - dob